# Concile d'Orange (441)
Pour les articles homonymes, voir Concile d'Orange.
Le concile d'Orange de 441, est un concile régional. Comme la plupart des 77 conciles réunis en Gaule entre 314 et 680, il concerne surtout la discipline des clercs et les rapports entre spirituel et temporel.

## Canons
Le Canon 3 affirme que les mourants sont admis à la célébration de l'Eucharistie, et sont donc pardonnés d'office.

## Évêques présents
Liste des évêques signataires au concile et de leurs origines géographiques selon les travaux de Louis Duchesne (1894, 1907)
- Hilaire (Hilarius), archevêque d'Arles
- Claude (Claudius), archevêque de Vienne[5]
- Eucher (Eucherius), évêque de Lyon
- Salonius (Salunis), évêque de Genève[6]
- Constantinus, évêque de Carpentras[7]
- Audentius/Aubentius, évêque de Die[8]
- Auspicius, évêque de Die[9]
- Julius, évêque d'Apt[10]
- Agrestius évêque de Lugo
- Nectarius, évêque d'Avignon[11]
- Cérat (Ceretius, Cheretius), évêque de Grenoble[12]
- Theodorus, évêque de Fréjus[13]
- Maxime (Maximus), évêque de Riez
- Iustus, évêque d'Orange[14]
- Ingénu (Ingenuus), évêque d'Embrun[15]
- Augustalis, évêque de Toulon[16]
- Superviseur pour Claudio (Claudius), évêque de Castellane[17]